# Veit Hans Schnorr von Carolsfeld

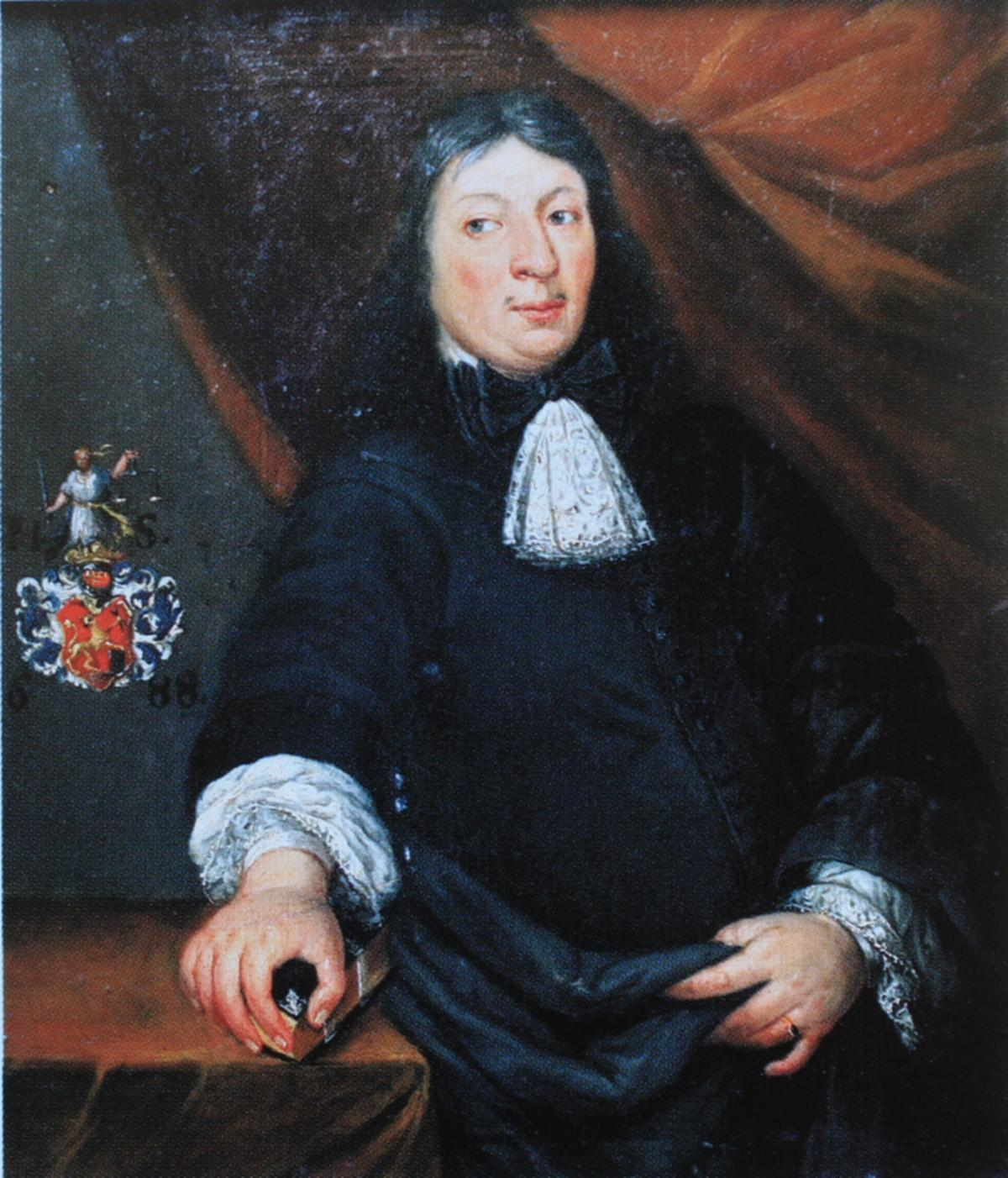
Veit Hans Schnorr von Carolsfeld 1688

Veit Hans Schnorr, ab 1687 Schnorr von Carolsfeld, (* 15. März 1644 in Schneeberg; † 26. Januar 1715 ebenda) war ein Hammer- und Blaufarbenherr in Sachsen. Er gründete das Hammerwerk und den sich daraus entwickelnden Ort Carlsfeld im Erzgebirge.

## Leben

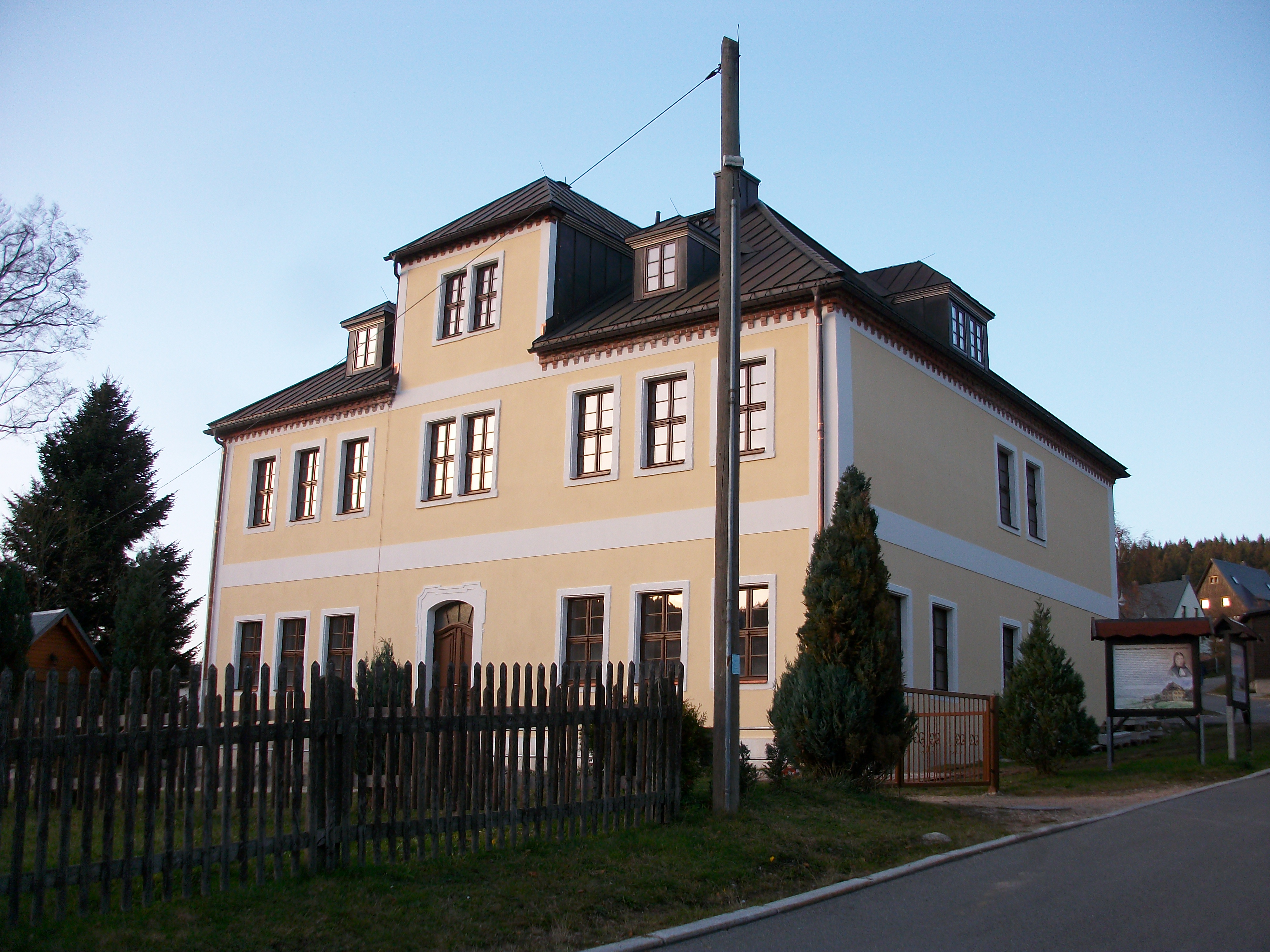
Schnorrsches Hammerherrenhaus in Carlsfeld

Der zweite Sohn des Auer Hammerherren und Farbmühlenbesitzers Veit Hans Schnorr d. Ä. übernahm im Juli 1665 das väterliche Blaufarbenwerk Niederpfannenstiel und den Auerhammer von seinen Miterben. 1677 legte er an der Wilzsch ein weiteres Hammerwerk an, das auf seinen Wunsch in Anlehnung an den sächsischen Oberforstmeister Georg Carl von Carlowitz den Namen „Carlsfeld“ erhielt. In der Konzessionsurkunde wurde er als „Erbsaß derer privilegierten Hammerwerke am Pfannenstiel, Carlos- und Ellefeld, Auerhammer und Schwefelhütte und Vornehmer des Rates und Kobaltkontrahent der Stadt Schneeberg“ bezeichnet. In der Folge bemühte er sich sehr um den Hammerwerksstandort, für dessen Anlegung vor allem die vorhandene Wasserkraft und die umliegenden weiten Wälder ausschlaggebend waren. 1682 veranlasste er mit einer Stiftung den Bau einer Kirche mit Pfarrhaus und einer Schule in der entstandenen kleinen Siedlung. Die Trinitatiskirche wurde 1684–1688 erbaut und am 2. September 1688 geweiht.
1683 kaufte er für 3000 Gulden die benachbarte Weitersglashütte von Abraham Löbel. In der Folge erlangte er durch kurfürstliches Privileg die Erbgerichte über die kleine Siedlung und die Berechtigung zum Errichten von zwölf neuen Wohnhäusern und einer Hufschmiede.
Nach einem Brandschaden 1682 ließ Schnorr den Auer Hammer zu einem modernen Eisenhammerwerk mit Hochofen, Blechhämmern, Zinnhaus, Frischofen, Rennfeuer, Stabfeuer, Schmiede, Brett- und Mahlmühle und einem Eisen- und Schlackenpochwerk ausbauen. Neben seinen Eisenverhüttungsanlagen besaß er erhebliche Anteile an den regionalen Bergwerken. Eine Übersicht aus dem Jahr 1696 nennt 3904 Kuxe, u. a. an den Gruben „Weißer Hirsch“ bei Auerhammer, „Trost Israel“, „Irrgang“, „Himmelfahrt“, „St. Johannes“, „Margareta“ und „Ritter St. Georg“, in seinem Besitz.
Die „Weißerdenzeche St. Andreas“ in Aue, in der 1698 erstmals Kaolin als Verunreinigung des Eisenerzes gefunden wurde, gehörte ihm mit allen 128 Kuxen. Nach gezieltem Abbau dieser „weißen Erde“, die an Schmelzhütten zur Herstellung feuerfester Ofenziegel geliefert wurde, erwies sich das Kaolin später als wichtiger Rohstoff für die Porzellanherstellung in Sachsen. Gemäß einer Anordnung des sächsischen Kurfürsten August des Starken war die nach Schnorr benannte „Schnorrsche Tonerde“ ab 1711 an die Manufaktur in Meißen zu liefern, die bis zum 12. November 1855 ausschließlich mit Kaolin aus dieser Zeche das berühmte Meißner Porzellan brannte.
Am 4. April 1687 wurde Schnorr von Kaiser Leopold I. unter dem Namen „Schnorr von Carolsfeld“ geadelt. Er war mit der Susanna (1647–1716), Tochter des Hammerherrn Friedrich Röhling in Erla verheiratet und hatte mit ihr sechs Söhne und acht Töchter.
Er verstarb 1715 als einer der bedeutendsten Unternehmer des Erzgebirges. Auf dem Weg zu seiner letzten Ruhestätte bildeten mehr als 400 Bergleute einen Trauerzug.